# Атанас Далчев (награда)
Наградата „Атанас Далчев“ е учредена през 2004 г. от издателство „Обнова“ в Сливен със съдействието на наследниците на поета Атанас Далчев.
С наградата „Атанас Далчев“ се удостояват за цялостното им творчество поети и критици, които продължават и развиват Далчевата линия в литературата.
Името на носителя ѝ се известява в навечерието на 12 юни – рождената дата на поета.
Материалният израз на наградата е издаване на книга, като тиражът изцяло се предоставя на наградения автор.

## Наградени автори
- 2004 – Деньо Денев
- 2005 – Иван Цанев
- 2006 – Здравко Недков[3]
- 2008 – Панко Анчев[4]
- 2010 – Паруш Парушев (жури в състав Иван Цанев, проф. Йордан Калайков и Панко Анчев)[5]
- 2014 – Симеон Янев (жури в състав Панко Анчев, Паруш Парушев и проф. Йордан Калайков)[6]
- 2016 – Минко Бенчев[7]
- 2018 – Кирилка Паскалева (жури с председател Панко Анчев)[8][9]